# 岐阜県立各務原東高等学校
岐阜県立各務原東高等学校（ぎふけんりつかかみがはらひがしこうとうがっこう）とは、かつて岐阜県各務原市にあった公立の高等学校。通称は各東。

## 概要
2005年（平成17年）に岐阜県立岐阜女子商業高等学校と統合し、岐阜県立岐阜各務野高等学校の新設により廃校。校舎は岐阜各務野高等学校各東校舎となり、完全統合により岐阜各務野高等学校の校舎となっている。

## 沿革
- 1977年（昭和52年）11月 - 県立高校誘致のため、各務原市は日本毛織岐阜工場の敷地の一部を購入する。
- 1978年（昭和53年）8月 - 県立高校が各務原市への設置が決定し、校舎の起工式が行われる。
- 1979年（昭和54年）4月9日 - 校舎が完成。体育館未完成のため、日本毛織岐阜工場体育館で開校式・入学式を行う。
- 2005年（平成17年）4月 - 岐阜県立岐阜女子商業高等学校と統合し、岐阜県立岐阜各務野高等学校の新設により廃校。校舎は岐阜各務野高等学校各東校舎となる。
- 2007年（平成19年）4月 - 岐阜各務野高等学校の校舎となる。